# Victor Orena
Victor J. Orena, detto Little Vic (New York, 4 agosto 1934), è un mafioso statunitense che assunse il ruolo di boss reggente della famiglia Colombo, una delle Cinque Famiglie mafiose di New York.
La sua sfida al capo storico Carmine Persico diede inizio a una delle guerre di mafia più sanguinose della fine del XX secolo, considerata l’ultima grande guerra mafiosa avvenuta a New York fino ad oggi.

## Biografia
Nato a New York, Victor Orena perse il padre quando era ancora bambino. Trascorse del tempo in un riformatorio e, in seguito, abbandonò la scuola superiore. Secondo quanto raccontato da suo figlio, Orena si avvicinò alla vita mafiosa perché ammirava gli "uomini d'onore" (wiseguys) del quartiere.
All'inizio degli anni '70, Carmine Persico, boss della famiglia mafiosa Colombo, avrebbe fatto entrare alcune nuove persone nell’organizzazione, nonostante l’"apertura dei libri" - ovvero l’ammissione di nuovi membri - fosse ufficialmente chiusa dal 1958. Tra questi vi era anche Victor Orena, che rapidamente scalò i ranghi e cominciò a operare soprattutto a Brooklyn, Long Island e nel New Jersey, occupandosi principalmente di racket sindacali. Era noto per il suo aspetto curato e per l’immagine da uomo d’affari tradizionale che sapeva trasmettere.

## Carriera criminale

### Boss reggente
Nel 1985, Carmine Persico e diversi membri di spicco della famiglia Colombo furono condannati per associazione a delinquere. Due anni dopo, nel 1987, sia Persico che il suo sottoboss, Gennaro Langella, vennero condannati a 100 anni di carcere nel celebre Processo alla Commissione mafiosa. In un altro processo separato del 17 novembre 1986, Persico ricevette una condanna a 39 anni di prigione, Langella a 65 anni e il figlio di Persico, Alphonse, detto "Little Allie Boy", a 12 anni.
Prima del suo arresto, Persico aveva nominato il fratello Alphonse "Allie Boy" Persico come boss reggente. Tuttavia, quando quest’ultimo fuggì su cauzione per un'accusa di usura, Persico affidò la gestione della famiglia a un triumvirato. Nel 1988, sciolse il comitato e nominò Victor Orena come nuovo boss reggente, in attesa che suo figlio, "Little Allie Boy", potesse prendere il controllo. Orena era stato il capo della squadra di Little Allie Boy. Pur chiarendo che Orena era un semplice sostituto, Persico gli concesse poteri straordinari: poteva infatti fare nuovi affiliati e autorizzare omicidi senza chiedere permesso - prerogative raramente affidate a un boss temporaneo.
Con l’ascesa di John Gotti alla guida della famiglia Gambino nel 1986, Orena riuscì a rafforzare i suoi affari con i Gambino, diventando uno dei principali generatori di profitti per la famiglia Colombo. Consolidò inoltre la sua influenza a Brooklyn, dove godeva del sostegno dei fratelli Aloi, Vincenzo e Anthony, capi della fazione locale.
Nel novembre 1989, Orena avrebbe ordinato l’omicidio del mafioso Thomas Ocera, accusato di aver trattenuto una parte dei profitti del clan, di aver permesso alla polizia di sequestrare i registri dell’usura e, presumibilmente, di aver ucciso un affiliato vicino a Gotti. Il 13 novembre, l’esecutore della famiglia Colombo (e informatore dell’FBI) Gregory Scarpa strangolò Ocera con un filo metallico da pianoforte. Secondo molti, fu proprio la rigida opposizione di Orena al traffico di droga che spinse Scarpa, insieme ai mafiosi Carmine Sessa e John Pate, a voltargli le spalle.
Nel 1990, Orena fu anche accusato di aver partecipato a un piano per avvelenare un cavallo da corsa di nome Fins, figlio del celebre Seattle Slew, nell’ambito di una frode assicurativa legata allo scandalo delle uccisioni di cavalli.

## La terza guerra dei Colombo
All'inizio del 1991, Victor Orena iniziò a ritenere che Carmine Persico stesse ostacolando gli affari della famiglia e che lui stesso dovesse diventare il nuovo boss. A peggiorare le cose, Persico stava trattando per realizzare una biografia televisiva, cosa che preoccupava Orena e altri membri del clan: temevano che, come già accaduto con il libro autobiografico di Joe Bonanno, anche questo speciale TV avrebbe attirato l'attenzione delle autorità sulla famiglia. Orena chiese allora alla Commissione di destituire Persico e riconoscerlo come capo. La Commissione però rifiutò, suggerendo che seguisse la tradizione e consultasse i suoi caporegime per sapere se appoggiassero lui o Persico. Orena incaricò quindi il suo consigliere, Carmine Sessa, di sondare il parere dei capi. Ma invece di eseguire l’ordine, Sessa informò Persico, che reagì ordinando l’eliminazione di Orena.
Il 20 giugno 1991, un gruppo di cinque sicari - tra cui Sessa, John Pate e Hank Smurra - si appostarono nei pressi della casa di Orena, a Long Island. Mentre Orena stava tornando a casa in auto, riconobbe alcuni volti familiari in una macchina parcheggiata. Capendo immediatamente che si trattava di un’imboscata, accelerò e riuscì a fuggire prima che i sicari potessero reagire.
Lo scontro interno degenerò rapidamente. Il 18 novembre 1991, Orena avrebbe ordinato un attentato contro Gregory Scarpa, che venne assalito mentre era in auto con la figlia e la nipote. L’agguato fallì e Scarpa scampò al pericolo. Più tardi, quel giorno stesso, Smurra - fedele a Persico e coinvolto nel tentato omicidio di giugno - venne ucciso. Il 29 novembre, Sessa sopravvisse a un altro attentato mentre era alla guida della sua auto.
Il 3 dicembre, Scarpa organizzò un attacco contro Joseph Tollino, un soldato di Orena. Tollino riuscì a salvarsi, ma il suo passeggero - Thomas Amato, affiliato alla famiglia Genovese - fu ucciso per errore. Nei giorni successivi, tra il 5 e il 6 dicembre, William Cutolo fece eliminare due fedelissimi di Persico: Rosario Nastasa e Vincent Fusaro. L’8 dicembre, un altro sostenitore di Orena, Nicky Grancio, fu assassinato. Poco dopo, Matteo Speranza, un dipendente innocente di un negozio legato a Persico, venne ucciso da Anthony Libertore e suo padre, giovani malavitosi di Brooklyn desiderosi di guadagnare prestigio. Una volta arrestati, i Libertore collaborarono con l’FBI, ma la loro testimonianza venne considerata inaffidabile.
A quel punto, la guerra dei Colombo era ormai sotto gli occhi dell’opinione pubblica. Il 16 dicembre 1991, il procuratore distrettuale di Brooklyn convocò Orena e gli altri membri di spicco della famiglia davanti a un gran giurì per testimoniare sul conflitto. Nessuno di loro parlò. Nel 1992, mentre la guerra continuava, Orena fu incriminato per omicidio e associazione mafiosa. Per proteggersi, si nascose in una casa in costruzione a Valley Stream, New York, appartenente alla sua compagna. Il 4 aprile 1992, gli agenti lo arrestarono nell’abitazione, dove trovarono quattro fucili, numerose munizioni e un giubbotto antiproiettile. Anni dopo, nel 1997, Gregory Scarpa Jr. testimoniò che suo padre aveva piazzato le armi nella casa per incastrare Orena, ma l’accusa non fu mai provata.

## Arresto e condanna
Il 22 dicembre 1992, Victor Orena fu condannato per associazione mafiosa, per l'omicidio di Thomas Ocera avvenuto nel 1989 e per altri reati connessi. La sentenza fu pesantissima: tre ergastoli più 85 anni di carcere federale. Entro la fine dello stesso anno, la guerra tra fazioni all'interno della famiglia Colombo si era ormai esaurita, e Carmine Persico era riuscito a mantenere il controllo dell'organizzazione.
Il 10 marzo 1997, un giudice respinse la richiesta di annullamento della condanna avanzata da Orena. L'appello si basava su presunti complotti tra Gregory Scarpa e il suo referente all'FBI, Lindley DeVecchio, durante il conflitto interno alla famiglia. Anche un'ulteriore richiesta di un nuovo processo, presentata il 16 gennaio 2004, fu rigettata.
A novembre 2021, Victor Orena stava scontando la sua pena presso il Federal Medical Center (FMC) di Devens, nel Massachusetts, con il numero di matricola 07540-085. Durante la detenzione, Orena si è avvicinato alla fede cattolica e ha servito come ministro straordinario dell’Eucaristia, aiutando il cappellano a distribuire la Comunione durante la messa agli altri detenuti.
Ad aprile 2021 è stato riportato che Orena soffriva di demenza senile ed era costretto a utilizzare una sedia a rotelle. Secondo un articolo del New York Times pubblicato nell'agosto 2023, le sue condizioni cognitive si sono ulteriormente deteriorate, al punto che Orena ora si immagina di essere il direttore del carcere di Devens.